# Joseph Godehard Machens

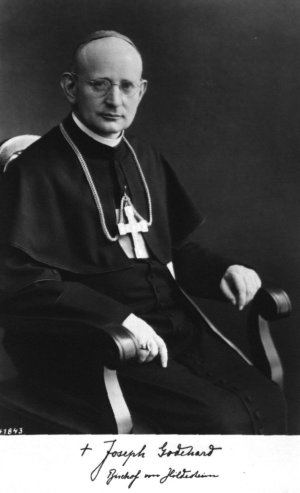
Joseph Godehard Machens

Joseph Godehard Machens (* 29. August 1886 in Hildesheim; † 14. August 1956 ebenda) war ein deutscher römisch-katholischer Geistlicher und vom 22. Juni 1934 bis zu seinem Tod Bischof von Hildesheim.

## Leben
Joseph Godehard Machens wurde als Kind der Eheleute Franz Conrad Machens und Regine geborene Krone geboren.
Machens besuchte das bischöfliche Gymnasium Josephinum und war dort außer im Singen und beim Sport Klassenbester. Nach dem Abitur studierte er Theologie in Innsbruck, Münster und Bonn.
Am 19. März 1911 empfing er durch Adolf Kardinal Bertram die Priesterweihe. Er war von 1911 bis 1920 Hauskaplan auf Schloss Hasperde und schrieb dabei eine kirchengeschichtliche Doktorarbeit über die Archidiakonate in den sächsischen Bistümern. Er kam dann ans Generalvikariat, wo er durch Fleiß auffiel, sich aber wenig Freunde machte. Dennoch wählte ihn das Hildesheimer Domkapitel 1934 zum Nachfolger von Bischof Nikolaus Bares, der auf den Berliner Bischofsstuhl berufen worden war. Am 22. Juni 1934 wurde er durch Papst Pius XI. zum Bischof von Hildesheim ernannt und am 25. Juli 1934 empfing er die Bischofsweihe durch Kardinal Bertram; Mitkonsekratoren waren der Bischof von Osnabrück Hermann Wilhelm Berning und der Münsteraner Bischof Clemens August von Galen.
Als Bischof verhielt sich Machens zunächst vorsichtig gegenüber der Staatsmacht. Im Zweiten Weltkrieg ging er zunächst von einem gerechten Krieg und vom Endsieg aus. In einem Hirtenwort vom 3. September 1939 schrieb er dazu: „Erfüllt eure Pflicht gegen Führer, Volk und Vaterland! Erfüllt sie im Felde und daheim!“ Später betrachtete er die Kriegseinwirkungen als persönliche Strafe für seinen Vaterlandssinn und als „Kollektivbuße“ der Deutschen für den Nationalsozialismus. Nachdem Papst Pius XI. 1937 die Enzyklika Mit brennender Sorge herausgegeben hatte, änderte er seine Politik grundlegend. Er entwickelte sich zu einem Gegner der nationalsozialistischen Weltanschauung, der die Staatsmacht wegen Menschenrechtsverletzungen scharf kritisierte. Vor allem das Recht auf Leben forderte er für grundsätzlich alle Menschen. Dies hatte zur Folge, dass er von der Gestapo überwacht und 1941 zum Verhör einbestellt wurde. Durch Pöbeleien gegenüber Machens und seinen Begleitern versuchten Angehörige der SA und der SS sowie Mitglieder der NSDAP bei kirchlichen Veranstaltungen in Hildesheim und Umgebung, gezielt zu eskalieren. Der Gauführer drohte Machens zuletzt offen auf dem Hildesheimer Marktplatz, was diesen aber nicht davon abhielt, sich weiterhin für Juden, „Zigeuner“, Menschen mit Behinderungen und Angehörige anderer verfolgter Gruppen einzusetzen. Die jüdische Gemeinde nannte ihn 1956 einen „Freund und großen katholischen Bischof“.
Die Bombardierung Hildesheims am 22. März 1945 überlebte Machens im Keller des Bischofshauses und setzte sich dann bald für den Wiederaufbau der Stadt ein. 1949 sprach er sich vehement gegen eine Demontage der ehemaligen Reichswerke Hermann Göring in Salzgitter aus. Er verteidigte engagiert die katholischen Konfessionsschulen gegen die damalige niedersächsische Landesregierung und erwarb sich damit den Respekt der Bundesregierung. Kurz vor seinem Tod wurde er durch Papst Pius XII. zum Erzbischof ernannt. Die Exequien leitete der Kölner Kardinal Joseph Frings.
Bischof Machens wurde im südlichen Querhausarm des Hildesheimer Doms nahe der Bernwardssäule bestattet. Im Zuge der Umgestaltung des Doms wurden seine sterblichen Überreste am 14. November 2012 in die neu geschaffene Bischofsgruft umgebettet.